# بریدی (واشینگتن)
بریدی (به انگلیسی: Brady) یک منطقهٔ مسکونی در ایالات متحده آمریکا است که در شهرستان گریز هاربر، واشینگتن واقع شده‌است. بریدی ۱۵٫۸۹ کیلومتر مربع مساحت و ۶۷۶ نفر جمعیت دارد و ۱۴ متر بالاتر از سطح دریا واقع شده‌است.